# Дрануха
Драну́ха (бел. Дрануха) — деревня в Чаусском районе Могилёвской области Республики Беларусь. В составе Осиновского сельсовета.

## География
Находится рядом с одноимённым остановочным пунктом на железнодорожной линии Могилёв — Кричев.

## История
До 23 декабря 2009 года деревня входила в состав Прудковского сельсовета.

## Население

### Численность
- 2009 год — 11 человек

### Динамика
- 2009 год — 11 человек

## Достопримечательность
- Памятный знак, посвященный событиям на реке Проня в годы Великой Отечественной войны. Расположен у деревни Дрануха вдоль трассы Чаусы - Могилёв. Неподалеку находится обрыв и река Проня[3].
- Музей-парк военной техники.